# 久慈川 (岩手県)
久慈川（くじがわ）は、岩手県久慈市を流れ太平洋に注ぐ二級河川である。上流部は川井川と呼ばれる。

## 歴史
- 2011年（平成23年）3月11日 - 東北地方太平洋沖地震により発生した津波が遡上。橋梁や堤防などに大きな被害[2]。
- 2016年（平成28年）8月31日 - 台風10号の接近に伴う記録的な豪雨により氾濫。長内川の滝ダムでは緊急放水も行われた[3]。

## 流路

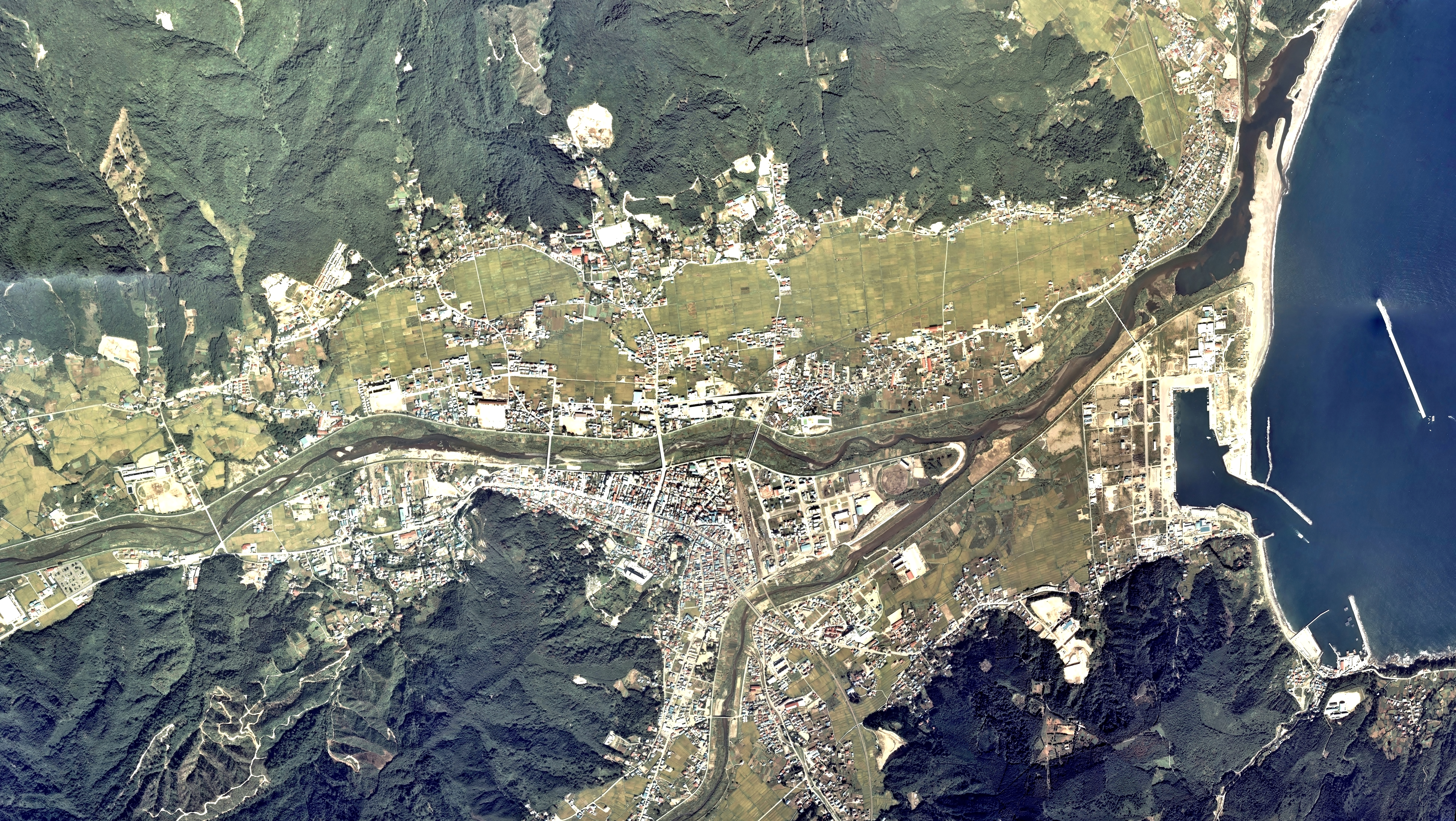
久慈市中心市街地。東流する久慈川（中央）に、長内川（中央下）が合流している。久慈市中心市街地は久慈川下流の沖積低地上に形成されている。。

岩手県久慈市南西部に位置する明神岳に源を発する。久慈市山形町川井の沼袋地区で遠別岳に発する遠別川を合わせ北東に流れ、久慈湾に注ぐ。河口は久慈市の市街地となっている。国道281号は久慈川に沿っており、中流域には県立自然公園の久慈渓流がある。

## 支流
下流より記載。
- 夏井川
- 長内川
- 沢川
- 田沢川
- 田子内川
- 戸呂町川
- 日野沢川
- 遠別川
  - 二又川

## 河川施設

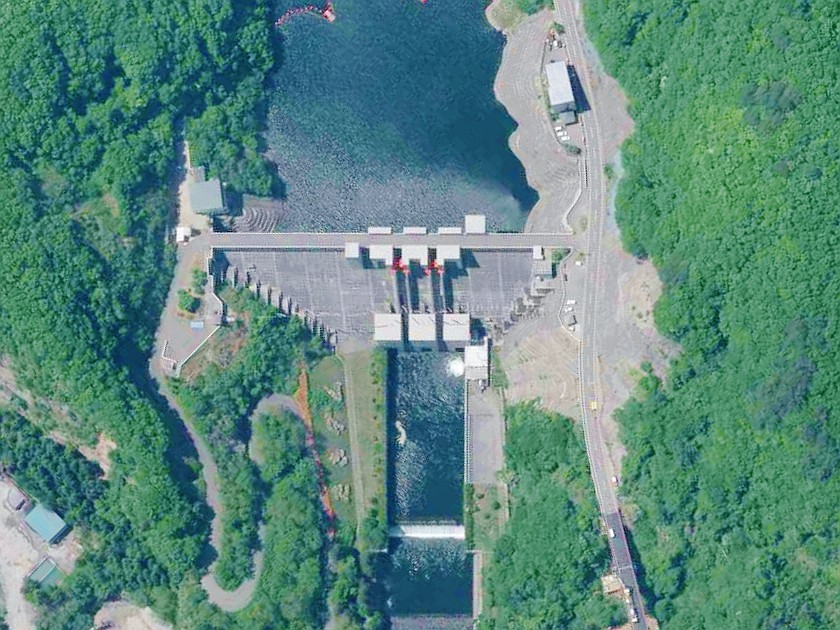
滝ダム・滝発電所（2011年、国土地理院撮影）

- 滝ダム - 岩手県久慈市小久慈町1地割、久慈川水系長内川に建設されたダム。高さ70メートルの重力式コンクリートダムで、洪水調節・不特定利水・発電（岩手県企業局・滝発電所、後述）を目的とする、岩手県営の多目的ダムである。1969年（昭和44年）年度着手、1982年（昭和57年）年度竣工。施工は鹿島建設。計画段階では現在の地点よりも3キロメートル上流の滝地区に建設する予定であったが、地質調査の結果を受け変更した経緯がある[5]。放流設備はクレストゲート2門（非常用）、コンジットゲート3門（常用）。総事業費は146億円[6]。

## 水力発電
水力発電所は本流に1か所、長内川に1か所、流域全体では2か所あり、合計最大700キロワットの電力を発生する。
- 山口発電所 - 東北電力の水路式・流れ込み式水力発電所。久慈川より最大1.95立方メートル毎秒の水を取り入れ、16.97メートルの落差を得て、最大250キロワットの電力を発生する。1920年（大正9年）10月運転開始[7]。
- 滝発電所 - 滝ダム（長内川、前述）の直下（久慈市小久慈町第1地割35-29）にある、岩手県企業局のダム式・貯水池式水力発電所。ダムより最大2.50立方メートル毎秒の水を取り入れ、25.83メートルの落差を得て、最大450キロワットの電力を発生する。岩手県企業局初の小水力発電所として1982年7月運転開始[8][9]。

## 流域の観光地
- 久慈渓流